# 시집은 가야죠
"시집은 가야죠"는 한국에서 제작된 이형표 감독의 1970년 영화이다. 강신성일 등이 주연으로 출연하였고 이지룡 등이 제작에 참여하였다.

## 출연

### 주연
- 강신성일
- 문희
- 김지미
- 황정순

## 기타
- 조명: 오영근
- 미술: 이문현